# جزيرة البحرين
جزيرة البحرين (المعروفة أيضا باسم جزيرة أوال) هي أكبر جزيرة في أرخبيل البحرين وتشكل الجزء الأكبر من مساحة البلاد في حين تستضيف غالبية سكانها. في أغلب أنحاء جزيرة البحرين توجد مياه ضحلة نسبيا من الخليج العربي المعروف باسم خليج البحرين. قاع البحر المجاور للبحرين هو صخري خاصة قبالة الجزء الشمالي من الجزيرة وتغطيها بشكل واسع الشعاب المرجانية. معظم الجزيرة أراضيها منخفضة وصحراء قاحلة. السربنتين من الحجر الجيري تشكل تلال منخفضة ومنحدرات قصيرة ووديان ضحلة. يغطي الحجر الجيري رمال كثيفة مالحة والنباتات الصحراوية هي التي تستطيع العيش هناك مثل أشجار الدعك. على بعد 5 كيلومتر يوجد شريط خصب واسع من الأراضي على طول الساحل الشمالي وتنبت به أشجار النخيل واللوز والتين والرمان. تحتوي الأجزاء الداخلية على جرف مرتفع يصل إلى 134 متر وهي أعلى نقطة في الجزيرة لتشكل جبل الدخان وسمي بهذا الاسم بسبب الغشاوة التي غالبا ما تتواجد على قمته. تقع معظم آبار النفط في البلاد على مقربة من الجبل.
المنامة عاصمة مملكة البحرين وتقع على الطرف الشمالي الشرقي من جزيرة البحرين. الميناء الرئيسي هو ميناء سلمان ويقع أيضا في الجزيرة كما تقع فيها منشآت تكرير النفط الكبرى والمراكز التجارية. تربط الجسور جزيرة البحرين بالجزر المجاورة والبر الرئيسي للمملكة العربية السعودية. أقدم جسر شُيّد في عام 1929 ويربط جزيرة البحرين بجزيرة المحرق ثاني أكبر جزيرة في الأرخبيل. على الرغم من أن طول الجزيرة لا يتعدى ستة كيلومترات فإن جزيرة المحرق يقع فيها مطار البحرين الدولي. كما تم بناء جسر يربط جزيرة المحرق بجزيرة العزل الصغيرة ويقع فيها المركز الرئيسي لإصلاح السفن والحوض الجاف. تقع جزيرة سترة جنوب جزيرة العزل وهي موقع ميناء تصدير النفط وترتبط بجزيرة البحرين عن طريق جسر يمتد عبر قناة ضيقة تفصل ما بين الجزيرتين. يربط جسر ما بين الساحل الغربي لجزيرة البحرين بجزيرة أم النعسان غير المأهولة ويستمر إلى مدينة الخبر السعودية عن طريق جسر الملك فهد. أم النعسان غير مأهولة وهي ملك خاص لملك البحرين.

## معرض صور

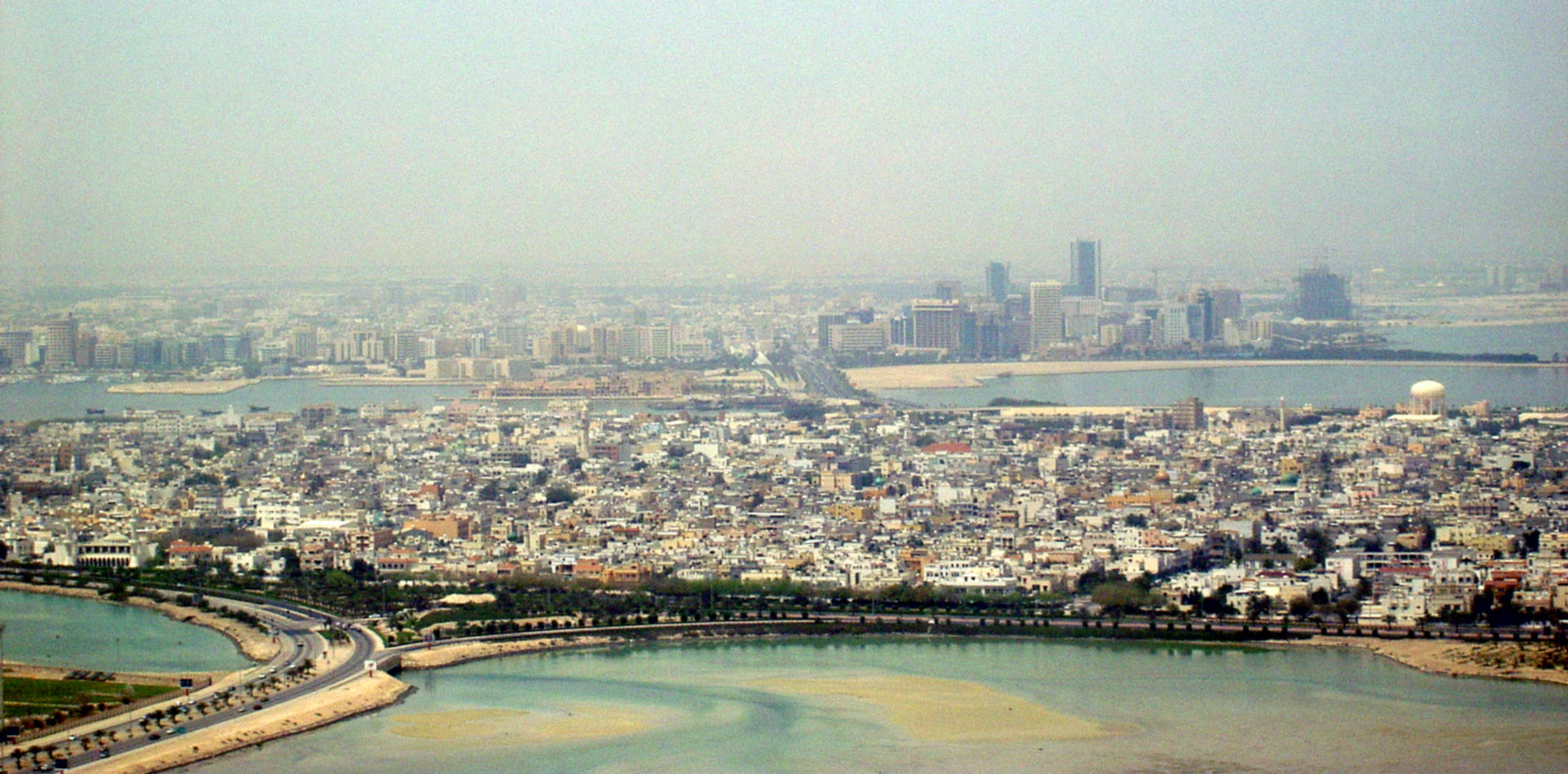
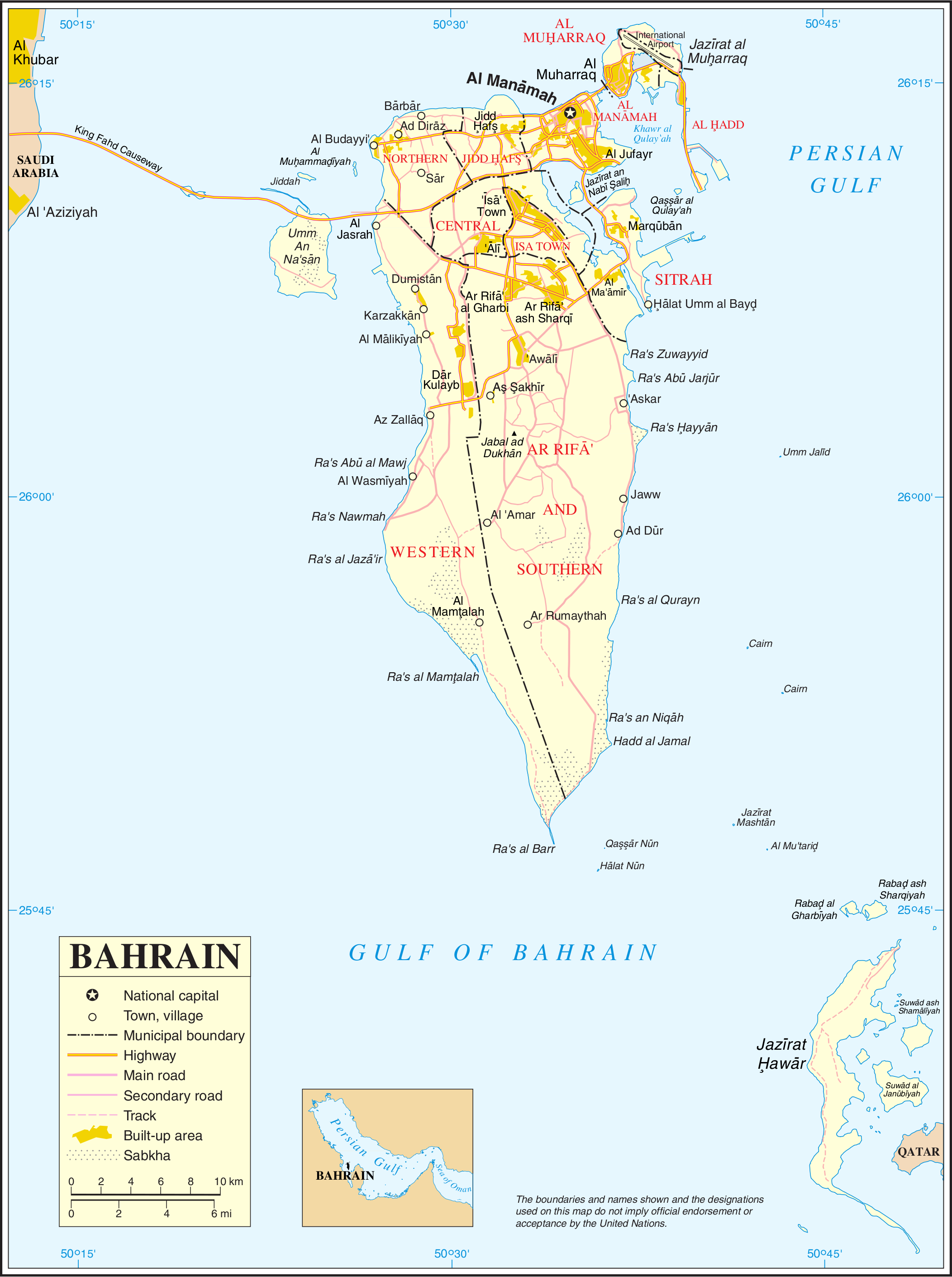